# Голівочка Лойтлесбергера
Голівочка Лойтлесбергера (Cephalozia loitlesbergeri) — вид печіночників порядку юнгерманіальних (Jungermanniales).
Таксон вважається синонімом до Fuscocephaloziopsis loitlesbergeri (Schiffn.) Váňa & L. Söderstr.

## Поширення
Батьківщиною є Європа, Азія, Північна Америка.